# 緋蛺蝶
緋蛺蝶（Nymphalis xanthomelas）也稱朱蛺蝶、纓蝶，是蛺蝶屬中的一種蝴蝶。

## 描述
本種為中型蛺蝶，無雌雄二型性。雄蝶頭部與口器為褐色，觸角黑褐混白鱗，末端略膨大，腹面裸露呈乳白色。下唇鬚前伸，褐黃相間並密生毛。胸部密披毛，背面赭褐，腹面灰色。足部基部灰色，腹面暗黃，前足跗節癒合具刺且密生毛。腹部赭褐色。翅背面內側具硬毛，後翅尤為明顯。
前翅長29-36 mm，外型近三角形，前緣略凸，外緣翅脈突出，以M1脈最明顯，後緣平直。後翅寬大，M3脈末端指狀延伸。翅背面底色橙褐或赭黃色，外緣有黑邊，翅面散布黑褐斑，前翅中室與末端有深色斑與帶紋，後翅亞外緣並排一列深紫色斑。翅腹面為褐色底，密佈細紋，外緣有深藍波形帶，前翅前緣有淡色斑塊。緣毛多為暗褐色。
雌蝶外型與雄蝶相似，但前足跗節較長，具分節且毛較疏。

## 分布
本種分布於歐亞大陸各地，從歐洲到日本皆可見。
臺灣是本種分布的最南界，見於本島低至中高海拔山區。

## 生態習性
棲息於常綠闊葉林、混生林及針葉林，一年一代。成蝶吸食腐果、樹液及花蜜，並以成蝶態越冬；卵聚產成塊，幼蟲具聚集性，取食榆科櫸木葉片，大麻科石朴亦有取食記錄。

## 資料來源
1. 1 2 3  徐堉峰，梁家源，黃智偉，沈宗諭. . 農業部林業及自然保育署. 2021/12. ISBN 9786267100523.
2. ↑  徐堉峰. . 台中市: 晨星出版社. 2013. ISBN 978-986-177-668-2.

## 外部連結
- 维基共享资源上的相關多媒體資源：緋蛺蝶